# IDRAC
Systém iDRAC je specializovaným systémem společnosti Dell, zkratka vznikla z anglického výrazu Integrated Dell Remote Access Controller, tedy zabudovaný řadič vzdáleného přístupu společnosti Dell. Jedná se o platformu pro správu některých serveru společnosti Dell. Platforma iDRAC je integrovaná na desce serverů od společnosti Dell. V případě, že se jedná o externí rozšiřující kartu, je tento řadič označován pouze jako DRAC.
Systém je převážně využíván pro zobrazování informací o prostředcích (hardware), které jsou připojené do serveru - například disky, rozšiřující karty a další zařízení. Hlavní výhodou je (vyjma sledování stavu jednotlivých komponent) také i možnost vzdáleného řízení serveru samotného včetně podpory vzdálené instalace operačního systému přes tzv. virtuální médium či správa nastavení systému BIOS.

## Funkce
Řadič má svůj vlastní procesor, paměť, síťové připojení a přístup k systémové sběrnici. Mezi hlavní funkce patří správa napájení, virtuálních médií a možnosti vzdálené konzole. Toto je možné ovládat přímo z webového prohlížeče nebo přes příkazový řádek, což dává správcům možnosti vzdáleného nastavení serveru přímo ze svého počítače.
Systémy iDRAC komunikují s tzv. čipy řadiče základové desky BMC a jsou založené na standardním rozhraní pro inteligentní správu platforem IPMI 2.0, který umožňuje přístup přes síť pomocí standardu IPMI over LAN.

## Verze
Vzdálené ovládání systémů Dell bylo původně externí kartou do serverů samotným a poté bylo integrováno přímo do serverů společnosti Dell, především u serverů řady Dell PowerEdge.
iDRAC ve své sedmé verzi byl představen pro dvanáctou generaci serverů v březnu roku 2012 a je dostupný pouze pro tuto generaci. Na rozdíl od předchozích modelů je od verze 7 funkce stejná jak pro rackové servery, tak i servery typu Blade.
Přehled verzí iDRACu:
| Typ                | Rodina | Rok  | Server                    | Komentáře |
| ------------------ | ------ | ---- | ------------------------- | --- |
| DRAC II            | 2      | 1999 | N/A                       | Rozširující karta |
| DRAC III           | 3      | 2002 |                           | |
| DRAC iV            | 4      | 2005 | Generace 8                | |
| DRAC 5             | 5      | 2006 | Generace 9                | Rozšiřující karta, vzdálená konzole vyžaduje Firefox 1.5                                                                   |
| iDRAC 6 embedded   | 6      | 2008 | První verze Blade serverů | Zabudovaná do všech serverů                                                                                                |
| iDRAC 6 Express    | 6      | 2008 |                           | Standard pro servery střední cenové kategorie                                                                              |
| iDRAC 6 Express    | 6      | 2008 | Blade servery             | |
| iDRAC 6 Enterprise | 6      | 2008 |                           | Další rozšiřující funkce jako např. podpora karet vFlash                                                                   |
| iDRAC 6 Enterprise | 6      | 2008 | Blade                     | Další rozšiřující funkce jako např. podpora karet vFlash                                                                   |
| iDRAC 7            | 7      | 2012 | Generace 12               | Nový model licencování, založeno na hardware, podpora NTP protokolu                                                        |
| iDRAC 8            | 8      | 2014 | Generace 13               | Quick sync, konfigurace pomocí NFC, UEFI secure boot, virtuální konzole v HTML5, konfigurace úložiště na RAID kartách PERC |
| iDRAC 9            | 9      | 2017 | Generace 14               | Quick sync 2.0, přímý přístup iDRAC Direct přes přední Mini-USB Port, nové a vylepšené uživatelské rozhraní                |

## Správa napájení
U systémů iDRAC je možné při připojení síťového kabelu vzdálené se přihlásit do systému, systém spravovat i vzdáleně zapínat či vypínat tento systém. Pokud jsou v operačním systému zavedeny ovladače pro Dell iDRAC, je možné i bezpečně vypnout tento systém, ačkoliv správci mohou pomocí vzdáleného přístupu pomocí konzole přejít do nainstalovaného operačního systému a vypnout operační systém stejně jako by k němu měli připojenou klávesnici s monitorem.

## Vzdálená konzole
Funkce vzdálené konzole umožňuje uživateli přistupovat k serveru zcela stejně jako by měl připojenou klávesnici a monitor, případně myš, bez jakéhokoliv KVM přepínače. Vzdálená konzole je u starších modelů iDRAC podporována pomocí přídavných modulů napsaných v jazycích Active X nebo Java, v novějších verzích také i za použití standardu HTML5. Samotná konzole umožňuje vidět obsah viditelný na monitoru serveru a ovládat terminál stejně jako by uživatel měl připojenou klávesnici k tomuto serveru. Toto chování vzdálené připomíná vzdálené ovládání pomocí programů VNC nebo vzdálené plochy RDP, ovšem s výjimkou toho, že funguje i když je server vypnut.

## Virtuální médium
Systém iDRAC umožňuje vzdálené připojovat média jako je například sdílený disk nebo instalační ISO obraz pro instalaci nového operačního systému. Toto dává správcům možnost instalace operačních systémů bez nutnosti fyzické přítomnosti v serverovně, ke které může být přístup nejen omezen na počet osob, ale zároveň se může jednat i o vzdálenou lokalitu, například v jiném státě v případě nadnárodních korporací.

## Přístup
Základní možnosti správy systému iDRAC jsou přes webový prohlížeč a mají výchozí uživatelské jméno root (stejně jako účet správce administrátora v operačních systémech Unix) s výchozím heslem calvin. Od verze 3 podporují i napojení na Microsoft Active Directory pomocí svého rozšíření Dell AD Schema Extensions.

## Implementace
Systémy DRAC5 a iDRAC6 jsou založené na operačním systému Linux a příkazového procesoru BusyBox. Zdrojové kódy firmware iDRAC jsou dostupné na stránce společnosti Dell, ačkoliv jej není možné je zkompilovat, protože společnost Dell neposkytuje prostředí pro sestavení těchto kódů. Slouží tedy pro účely možnosti nahlédnutí do kódu.

## iDRAC6
iDRAC6 je dostupný ve dvou verzích: iDRAC6 Express a iDRAC6 Enterprise. iDRAC6 Express je nabízen společností Dell ve výchozí konfigurace, kdežto verze Enterprise je zpoplatněna a nabízí další možnosti jako je například virtuální konzole či podpora virtuálních médií či umožňuje více uživatelům se přihlásit do administrace.

## iDRAC7
V březnu roku 2012 byla představena ve své verzi 1.0.0. platforma iDRAC 7. Tuto platformu podporují servery dvanácté generace a starší servery nejsou podporovány touto verzí.

### Podporované platformy
iDRAC 7 servery Dell PowerEdge generace 12. Od představení v březnu 2012 jej využívají následující servery:
- PowerEdge T620
- PowerEdge R220 – nativní rackový server v provedení 1U
- PowerEdge R320 – nativní rackový server v provedení 1U
- PowerEdge R420 – nativní rackový server v provedení 1U
- PowerEdge R520 – nativní rackový server v provedení 2U
- PowerEdge R620 – nativní rackový server v provedení 1U
- PowerEdge M620 – blade server
- PowerEdge R720 – rackový server v provedení 2U
- PowerEdge R720xd – rackový server v prodení 2U s přídavnými sloty pro 2.5 palcové disky

### Podporované operační systémy
iDRAC 7 je podporován následujícími operačními systémy:
- Microsoft Windows Server 2016, x64
- Microsoft Windows Server 2012, x64
- Microsoft Windows Server 2008 SP2 (standard, enterprise and datacenter editions), x86 and x64
- Microsoft Windows Server 2008 R2 SP1 (standard, enterprise and datacenter editions), x64
- Microsoft Small Business Server 2011, x64
- SUSE Linux Enterprise Server (SLES) 10 and 11, x64
- Red Hat Enterprise Linux (RHEL), 5.8 (x86/x64), 6.1 (x64) and 6.3 (x64)
- Microsoft Hyper-V (with Windows server 2008) and Hyper-V R2 (Windows Server 2008 R2)
- VMware ESX/ESXi 4.1, Update 2
- VMWare ESXi 5 Patch 01
- Citrix Systems Xen Server 6